# Gran Premio di Francia 1931
Il Gran Premio di Francia 1931 fu la XVII edizione del Gran Premio di Francia, si svolse a Montlhéry e fu valido quale seconda prova del Campionato europeo di automobilismo 1931, un mese dopo l'effettuazione del GP d'Italia.

## La gara
La gara si sviluppava sulla distanza delle 10 ore di corsa e, in tale lasso di tempo, l'equipaggio vincitore composta dal pilota italiano Achille Varzi e dal monegasco Louis Chiron alla guida di una Bugatti T51 percorse 101 giri del circuito, lungo 12,505 km, per un totale di 1.268,825 km.
Furono 12 gli equipaggi che conclusero la gara e 11 i ritirati.
Alla partenza, data alle 8.00 del mattino, si presentarono tre squadre ufficiali, quelle dell'Alfa Romeo, della Bugatti e della Maserati che portarono tre vetture ciascuna, affiancate da scuderie private che gareggiavano con vetture di vario tipo; in forma semi-ufficiale si presentò anche la Mercedes con l'equipaggio Rudolf Caracciola e Otto Merz che fu però costretto al ritiro.
Tra gli equipaggi ufficiali ritirati vi fu la Maserati di Luigi Fagioli e Ernesto Maserati.

## Classifica
| Pos. | Nº | Pilota              | Scuderia   | Auto               | Giri | Tempo                           | Griglia | Pt. |
| ---- | -- | ------------------- | ---------- | ------------------ | ---- | ------------------------------- | ------- | --- |
| 1    | 32 | Louis Chiron        | Bugatti    | Bugatti T51        | 101  | 10 h 8 min 52 s 4 a 126,88 km/h |         | 1   |
| 1    | 32 | Achille Varzi       | Bugatti    | Bugatti T51        | 101  | 10 h 8 min 52 s 4 a 126,88 km/h | 1       |     |
| 2    | 18 | Giuseppe Campari    | Alfa Corse | Alfa Romeo 8C-2300 | 97   | +4 giri                         |         | 2   |
| 2    | 18 | Baconin Borzacchini | Alfa Corse | Alfa Romeo 8C-2300 | 97   | +4 giri                         | 2       |     |
| 3    | 46 | Clemente Biondetti  | Maserati   | Maserati 26M       | 94   | +7 giri                         |         | 3   |
| 3    | 46 | Luigi Parenti       | Maserati   | Maserati 26M       | 94   | +7 giri                         | 3       |     |
| 4    | 40 | Henry Birkin        | Maserati   | Maserati 26M       | 94   | +7 giri                         |         | 4   |
| 4    | 40 | George Eyston       | Maserati   | Maserati 26M       | 94   | +7 giri                         | 4       |     |
| 5    | 36 | Robert Sénéchal     | Delage     | Delage 15SB        | 91   | +10 giri                        |         | 4   |
| 5    | 36 | Henri Fretet        | Delage     | Delage 15SB        | 91   | +10 giri                        | 4       |     |
| 6    | 4  | Ferdinando Minoia   | Alfa Corse | Alfa Romeo 8C-2300 | 90   | +11 giri                        |         | 4   |
| 6    | 4  | Goffredo Zehender   | Alfa Corse | Alfa Romeo 8C-2300 | 90   | +11 giri                        | 4       |     |
| 7    | 28 | Albert Divo         | Bugatti    | Bugatti T51        | 90   | +11 giri                        |         | 4   |
| 7    | 28 | Guy Bouriat         | Bugatti    | Bugatti T51        | 90   | +11 giri                        | 4       |     |
| 8    | 20 | René Dreyfus        | Maserati   | Maserati 26M       | 88   | +13 giri                        |         | 4   |
| 8    | 20 | Pietro Ghersi       | Maserati   | Maserati 26M       | 88   | +13 giri                        | 4       |     |
| 9    | 24 | René Ferrant        | Privata    | Peugeot 174S       | 85   | +16 giri                        |         | 4   |
| 9    | 24 | Louis Rigal         | Privata    | Peugeot 174S       | 85   | +16 giri                        | 4       |     |
| 10   | 48 | Jean Pesato         | Privata    | Alfa Romeo 6C-1750 | 84   | +17 giri                        |         | 4   |
| 10   | 48 | Pierre Félix        | Privata    | Alfa Romeo 6C-1750 | 84   | +17 giri                        | 4       |     |
| 11   | 44 | Tazio Nuvolari      | Alfa Corse | Alfa Romeo 8C-2300 | 83   | +18 giri                        |         | 4   |
| 11   | 44 | Giovanni Minozzi    | Alfa Corse | Alfa Romeo 8C-2300 | 83   | +18 giri                        | 4       |     |
| 12   | 30 | Earl Howe           | Privata    | Bugatti T51        | 77   | +24 giri                        |         | 4   |
| 12   | 30 | Brian Lewis         | Privata    | Bugatti T51        | 77   | +24 giri                        | 4       |     |